# 聖路易號戰艦
聖路易號戰艦（法語：Saint Louis）是法國海軍於1890年代中期所建造的前無畏艦，本艦為查理曼級二號艦，艦名來源自法國卡佩王朝君主路易九世。聖路易號於1895年3月25日在洛里昂兵工廠放置龍骨，建造僅隔一年後就於1896年9月2日首次下水，最後在1900年9月開始服役。艦上的主要武器為4門305公釐口徑1893年型主砲，這些主砲配置於2座雙聯裝砲塔內。其推進系統由3組垂直型三脹式蒸汽機與20台貝爾維爾（Belleville）式水管鍋爐組成，在航速可達18節（33每小時；21英里每小時）左右。
在正式服役後，聖路易號大多數時間在法國地中海分艦隊值勤，並且經常擔任旗艦職務。在第一次世界大戰爆發前，本艦曾與其他法國艦艇發生過兩起相撞意外，其中一次還將葡月號潛艇撞沉，導致葡月號上的24名船員全數罹難。第一次世界大戰後的前幾個月，聖路易號與其他軍艦一同執行護航任務，協助協約國運輸艦隊越過地中海海域。1914年11月，法國海軍指派聖路易號前往達達尼爾海峽，阻止德國格本號大巡洋艦突擊西地中海海域的協約國運輸航線。自1915年起，聖路易號被轉移至東地中海海域，並與艦隊一同對巴勒斯坦及西奈半島的鄂圖曼陣地砲擊。由於英法艦隊在加里波利海戰中慘敗，為了彌補受損的戰力，法國海軍在1915年5月將聖路易號調回達達尼爾海峽，以便能提供足夠的砲火支援給登陸作戰的聯軍部隊。1915年10月時，聖路易號返回洛里昂進行大修，整體工程於1916年5月結束。當英法聯軍在巴爾幹半島準備開闢新戰線時，為了避免希臘王國軍事干涉，法國海軍將岡大修結束的聖路易號調往薩洛尼卡以威嚇希臘政府。儘管第一次世界大戰尚未結束，法國海軍仍於1917年4月將聖路易號轉為後備役，並在1919年至1920年間將其改為訓練艦。1920年後本艦正式報廢，但法國海軍仍將其轉為宿舍船。最終本艦於1931年準備出售拆解，但直到1933年才找到拆船廠，得以將本艦拆解。

## 設計

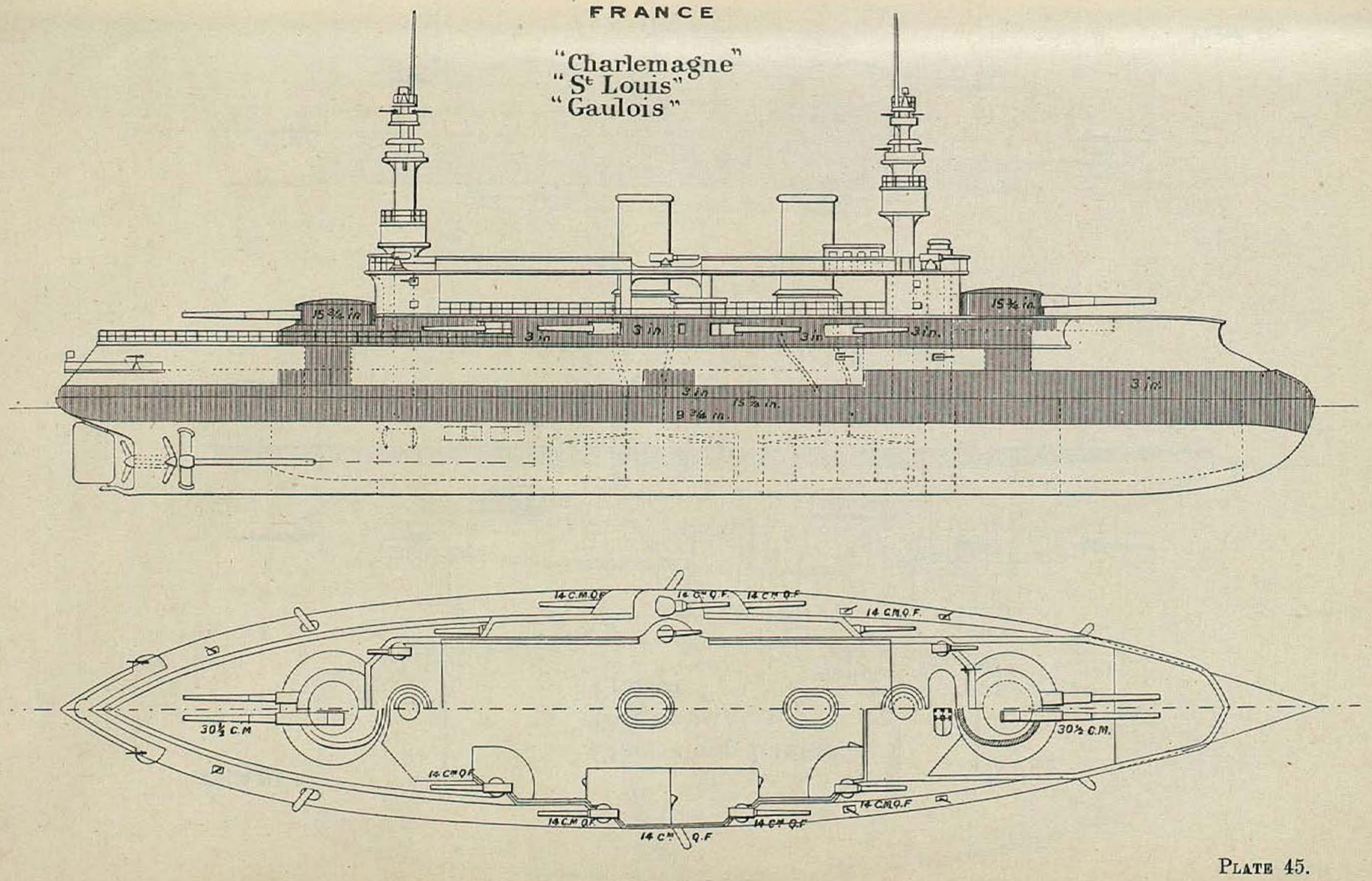
查理曼級描繪圖，出自1896年的布拉希海軍年鑑（Brassey's Naval Annual）。

聖路易號戰艦全長117.7（386英尺2英寸），舰宽20.3（66英尺7英寸），滿載時排水量為11,275公噸（11,097長噸），此時船艏吃水深度為7.4（24英尺3英寸），船艉則是8.4（27英尺7英寸）；艦上平時可搭載30名軍官與702名船員，在擔任艦隊旗艦時則可搭載41名軍官與744名船員。
本艦推進系統採用3組4缸垂直型三脹式蒸汽機，每組蒸汽機驅動一直徑4.3（14英尺）的螺旋槳。整組推進系統的動力由20台貝爾維爾（Belleville）式水管鍋爐組成，共可輸出14,500匹公制馬力（10,700千瓦特）。在海試期間，本艦動力輸出曾達到14,900匹公制馬力（11,000千瓦特），最高航速則是達18.5節（34.3每小時；21.3英里每小時）。當出航值勤時，本艦最多可攜帶1,050公噸（1,030長噸）燃煤，確保在10節（19每小時；12英里每小時）航速下其巡航半徑可達4,200英里（3,600海里）。
主要武器配置上，聖路易號配有4門305公釐40倍徑1893年型主砲，並分別安裝在2座雙聯裝主砲塔內，這2座主砲塔則分別配置在前甲板與後甲板上。次要武器主要為10門138.6公釐45倍徑1893年型火砲，其中8門安置在炮廓內，另外2門以炮盾保護，安裝在靠近船舯的艏樓甲板上。艦上另外配有8門100公釐45倍徑1893年型火砲，這些火炮皆以炮盾保護，並配置在船艛建築上。為了加強反魚雷艇能力，本艦設有20門哈其開斯47公釐40倍徑1885年型火砲，這些火炮分別配置在桅杆上、船艛建築上、炮廓內等處。艦上另有4組450（17.7英寸）口徑魚雷管，以兩兩為一組分別配置在左右舷侧。其中2組在艦體水面下區域，旋轉角度限制在與船軸垂直90度起，向左與向右各10度左右，另外2組則在艦體水面上區域；配有12發1892年型魚雷供使用。在船艏設計上，聖路易號與同時代的戰艦一樣保有著犁形撞角。
整艘聖路易號戰艦共耗費820.7公噸（807.7長噸）的哈維裝甲來打造裝甲帶，在艦體吃水線區域設有3.26（10英尺8英寸）高的裝甲帶，整個裝甲帶最大厚度為400（15.7英寸），在裝甲下緣處的厚度也有110（4.3英寸）。裝甲甲板的整體厚度為55（2.2英寸），在與水線裝甲帶連接處的厚度則是再增加35（1.4英寸），並以一角度向下連接到主裝甲帶。主砲塔以320（12.6英寸）厚的裝甲保護，而砲塔頂部的裝甲厚度僅50（2.0英寸）；主砲炮座部分以270（10.6英寸）厚的裝甲保護。138.6（5.46英寸）口徑火炮所在的炮廓外壁裝甲厚度為55（2.2英寸），並由150（5.9英寸）厚的橫向水密艙壁保護之。司令塔裝甲厚度分別為側面326（12.8英寸）、頂部50（2.0英寸），通訊管則以200（7.9英寸）厚的裝甲板保護之。

## 服役歷程

### 第一次世界大戰前

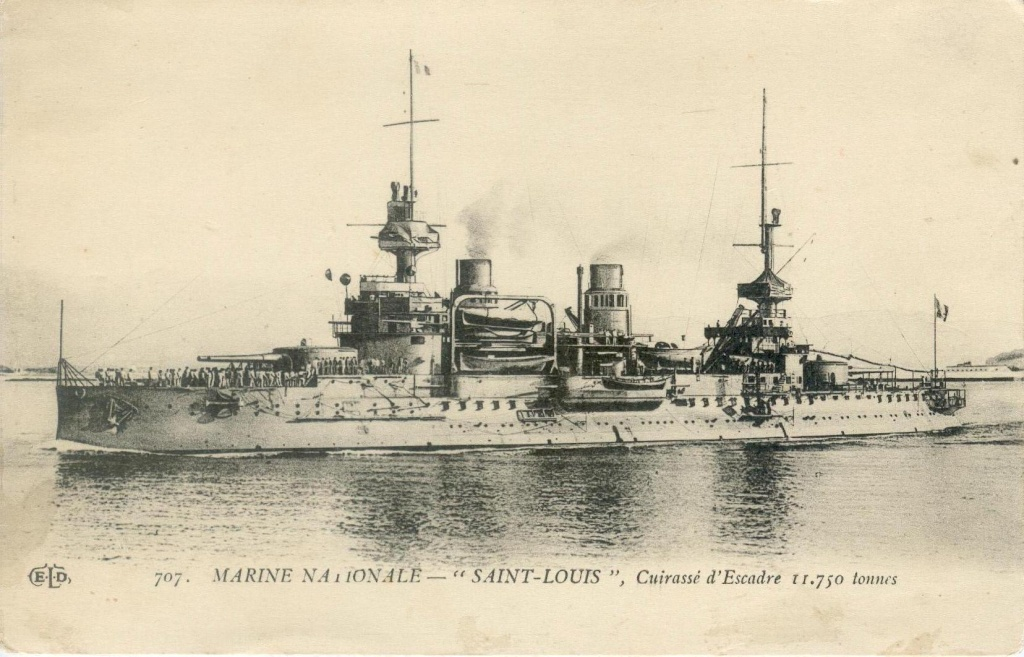
聖路易號戰艦側視圖。

聖路易號戰艦是以曾被教宗冊封聖人的法蘭西國王路易九世為名，法國海軍於1895年9月30日正式將本艦歸類於查理曼級戰艦之一。本艦於1895年3月25日在洛里昂兵工廠放置龍骨，1896年9月2日時首次下水，最後於1900年9月完工，是三艘同型艦中最晚服役的軍艦。至海試結束為止，法國海軍在本艦建造成本共耗費26,981,000法郎。在正式服役之前，聖路易號就先參與法國總統埃米勒·盧貝於1900年7月在瑟堡進行的海軍閱兵。
在正式服役後，法國海軍將聖路易號戰艦分配到地中海分艦隊，並於1900年9月24日抵達土倫。之後聖路易號於1900年10月1日到1904年2月24日期間一直擔任分艦隊旗艦。1900年10月，聖路易號護衛戰爭部長路易斯·安德烈及海軍部長让·马里·安托万·德拉内桑前往科西嘉及突尼西亞。隔年，聖路易號參與由法國總統埃米勒·盧貝在土倫舉行的國際海軍閱兵，參與者還包括從西班牙、義大利、俄羅斯等國來的軍艦。
當聖路易號於1903年6月25日抵達西班牙卡塔赫納進行訪問時，西班牙國王阿方索十三世曾登上本艦訪視艦上的船員。自1904年4月起，法國總統埃米勒·盧貝前往義大利進行國事訪問，這段期間聖路易號是護送總統的軍艦之一。1906年12月，聖路易號前往摩洛哥進行訪問行動，直到下個月才回到土倫。1907年3月18日，聖路易號擔任第二戰艦總隊旗艦，然後於1908年4月17日轉任第4總隊旗艦。法國海軍接下來於1910年10月將聖路易號轉換至北方分艦隊（escadre du Nord），在這段期間本艦短暫地擔任艦隊旗艦，之後於1911年9月4日參與由法國總統阿爾芒·法利埃在布倫角舉行的海軍閱兵。2天過後，聖路易號在伊埃爾結束軍演準備離開時，與匕首號驅逐艦發生相撞意外。1911年11月11日，聖路易號卸下北方分艦隊旗艦職務，並在瑟堡進行大修與改裝工程。這項工作於1912年4月完成，並在4月15日重新擔任分艦隊旗艦一職。
大修完不到2個月後，聖路易號於1912年6月8日在英吉利海峽盔岩附近海域與葡月號潛艇發生相撞意外，葡月號最後因受損過重而沉入海中，艦上所有24名船員全數罹難。幾個月後，聖路易號轉移至地中海分艦隊，並於1912年11月9日抵達土倫。1913年3月18日，聖路易號轉任第三分艦隊第二總隊旗艦，然後又轉調至後備總隊（division de Complement），並於1914年2月10日擔任後備總隊旗艦。

### 第一次世界大戰期間
在第一次世界大戰爆發後的最初幾個月，聖路易號戰艦與其他前無畏艦一同護送運輸艦隊，保護協約國的陸軍從北非至法國本土。1914年9月23日，聖路易號奉命前往塞得港護送一支從印度運兵前來的英國艦隊。直到11月調往達達尼爾海峽前去搜尋德艦格本號大巡洋艦前，聖路易號戰艦一直在為協約國海軍執行艦隊護航任務。隨後聖路易號停留在比塞大進行短暫地改裝作業，直到1915年1月才離去。改裝結束的聖路易號於1915年2月9日奉命前往東地中海，並擔任新成立的敘利亞分艦隊（escadre de Syrie）旗艦。該艦隊的主要任務為襲擊敘利亞、黎巴嫩、巴勒斯坦、西奈半島上的鄂圖曼帝國陣地及運輸航線。1915年4月，聖路易號與法國分艦隊一同對加薩及阿里什的鄂圖曼陣地進行對岸砲擊作戰，之後於5月返回達達尼爾海峽。
同一時間，協約國海軍在達達尼爾海峽的作戰方針受限於僅能為聯軍提供砲火支援，或是壓制陸上的鄂圖曼陣地。1915年8月26日起，聖路易號擔任達達尼爾分艦隊（escadre des Dardanelles）旗艦，直到要前往洛里昂大修時才於1915年10月卸下旗艦職務。當本艦於1916年5月結束大修後，法國海軍將其轉調至位在薩洛尼卡的法國分艦隊，威嚇希臘王國禁止軍事干涉協約國在巴爾幹半島的戰事，之後本艦於1916年5月22日抵達該地。1916年10月26日，聖路易號擔任東海軍總隊（division navale d'Orient）旗艦，直到1917年2月才卸下職位並轉往比塞大。自1917年4月起，聖路易號在比塞大轉為後備役，直到1919年1月才返回土倫。
法國海軍於1919年2月8日將聖路易號戰艦解除武裝並退役，之後將其轉為訓練艦，培訓鍋爐工及輪機員。1920年6月20日，法國海軍正式將聖路易號報廢，但仍將本艦轉換為宿舍船。最後法國海軍在1931年6月29日才開始處理聖路易號出售程序，但直到1933年5月24日才以600,230法郎賣給拆船廠拆解。

## 外部連結
- CUIRASSE Charlemagne （页面存档备份，存于）（法文）
- page from Battleship-cruisers.co.uk （页面存档备份，存于） （英文）